# 遠續緣起
遠續緣起，佛教術語，由說一切有部提出，是說一切有部四大緣起理論之一。遠續緣起認為，業煩惱可能起源自遙遠的無始過去，雖然遠隔著時間，但仍然與現在相續，到了今生才受報。

## 概論
遠續，指過去之順後受業及不定受業煩惱，相隔久遠而相續至今，其本際不可追溯。遠續緣起理論來自說一切有部，《順正理論》中舉出遠續緣起的根據，來自《中阿含經》和《雜阿含經》：
|  | 遠續緣起，謂：前後際，有順後受及不定受業煩惱故，無始輪轉。如說：「有愛等，本際不可知。」又應頌言：「我昔與汝等，涉生死長途，由不能如實，見四聖諦故。」 |

因為與分位緣起同樣，主張緣起只限於有情，被認為與《發智論》的思想架構一致。主要差異在於，遠續緣起，不只涉及造業受果只間隔一次死生的順生受業，而是業因還可能從不可追溯的遙遠過去，一直連續至今才受果。

## 現代研究
水野弘元認為，遠續緣起主要是用來說明順後業。
印順法師認為，遠續緣起最早由提婆設摩在《識身論》中提出。
學者楊郁文在其著作《阿含要略》中，根據《大毘婆沙論》的敍述，將分位緣起與遠續緣起，都列在時分緣起之下，認為這兩者都是以時間因素來解釋緣起；而剎那緣起與連縛緣起則屬於非時分緣起。